# Parc d'État de Bear Mountain
Pour les articles homonymes, voir Bear Mountain.
Le parc d'État de Bear Mountain (anglais : Bear Mountain State Park) est un parc d'État situé dans les comtés de Rockland et d'Orange, dans l'État de New York, aux États-Unis.
Avec 20,51 kilomètres2, il tient son nom de la montagne Bear Mountain, sommet des Hudson Highlands. Il jouxte le parc d'État de Harriman.
Le Sentier des Appalaches passe par le parc.